# Getaway in Stockholm
Getaway in Stockholm är en serie om tio amatörfilmer i dokumentärfilms anda, inspelade[när?] i Stockholm med omnejd. Filmerna skildrar förare av sportbilar som i höga hastigheter överträder en rad trafikregler och emellanåt involverades poliser i biljakter. Teamet bakom serien har bland annat använt sig av en helikopter för att få med bra vinklar. De två första filmerna gavs ut 2003.